# Studia wyższe
Studia wyższe – opcjonalny końcowy etap formalnego procesu edukacji.

## Proces boloński
Podpisana 19 czerwca 1999 deklaracja bolońska wprowadziła do państw-sygnatariuszy dwustopniowy podział studiów oraz studia doktoranckie:
- studia pierwszego stopnia:
  - studia licencjackie
  - studia inżynierskie
- studia drugiego stopnia
- jednolite studia magisterskie – w przypadku niektórych kierunków – łączne I i II stopnia
- studia trzeciego stopnia (doktorskie).

## Studia wyższe w Polsce
W Polsce studiami wyższymi są studia pierwszego stopnia, studia drugiego stopnia (dawniej studia uzupełniające magisterskie) lub jednolite studia magisterskie, prowadzone przez uczelnię uprawnioną do ich prowadzenia.
W Polsce sposób studiowania można podzielić na różne tryby:
- studia stacjonarne (dawniej dzienne)
- studia niestacjonarne (dawniej zaoczne)
- studia wieczorowe
- studia eksternistyczne
- indywidualna organizacja studiów.

W Polsce występuje również możliwość podjęcia studiów interdyscyplinarnych, jak np.:
- Międzydziedzinowe Indywidualne Studia Humanistyczne,
- Kolegium Międzywydziałowych Indywidualnych Studiów Matematyczno-Przyrodniczych UW.

Po ukończeniu studiów wyższych możliwe jest podjęcie studiów podyplomowych, dalszy rozwój akademicki, w tym habilitowanie się.